# Australomasoreus
Australomasoreus is een geslacht van kevers uit de familie van de loopkevers (Carabidae). De wetenschappelijke naam van het geslacht is voor het eerst geldig gepubliceerd in 2007 door Baehr.

## Soorten
Het geslacht Australomasoreus is monotypisch en omvat slechts de volgende soort:
- Australomasoreus monteithi Baehr, 2007